# Agena Target Vehicle

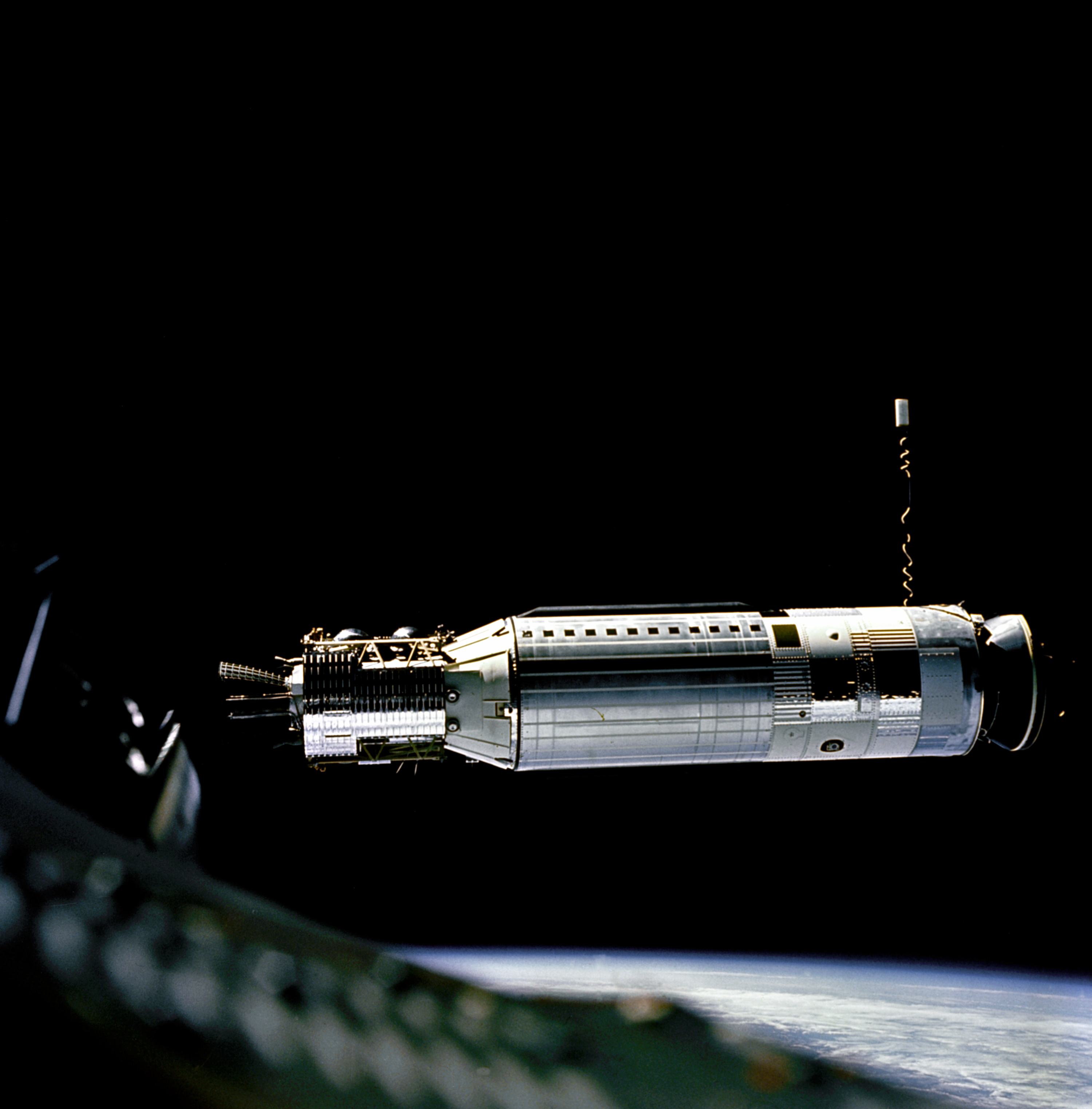
L'Agena vista dal Gemini 8

L'Agena Target Vehicle venne disegnato e concepito onde consentire la manovra rendezvous e di aggancio di due veicoli spaziali in orbita - manovre da eseguire in preparazione del programma Apollo che aveva il fine di portare l'uomo sulla Luna.
L'ATV era una composizione del razzo del tipo Agena costruito dalla Lockheed Corporation assemblato ad un apposito congegno d'aggancio costruito dalla McDonnell. L'Agena veniva lanciata dalla rampa di lancio numero 14 di Cape Canaveral, appositamente montata in punta di un razzo vettore del tipo Atlas. Immediatamente dopo lo stacco dal razzo vettore, che di solito veniva effettuato sopra le acque dell'Oceano Atlantico, venivano accesi per la prima volta i congegni di propulsione dell'Agena. Sorvolando l'isola di Ascension, che si trova nelle acque del sud dell'Oceano Atlantico, l'Agena veniva riaccesa e tale manovra la portava in un'orbita intorno alla Terra.
La capsula del programma Gemini, sempre prodotta dalla McDonnell, veniva lanciata dalla rampa di lancio numero 19, nell'arco di tempo di un massimo di 90 minuti dal primo lancio. Pertanto i due conti alla rovescia per i lanci venivano eseguiti in parallelo onde consentire il massimo della sincronizzazione. Dopo diversi tentativi, tale procedura fu talmente perfezionata da consentire un aggancio della capsula all'Agena già durante la prima orbita intorno alla Terra dopo il lancio della capsula Gemini.

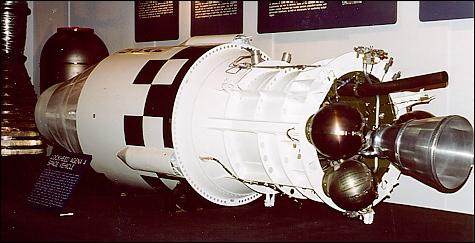
Un Agena

Gli astronauti del programma Gemini poterono dunque volare in uno stato stabile di aggancio dei due veicoli ed eseguire molteplici esperimenti:
- tentativo di stabilizzare l'Agena durante una manovra che aveva causato la rotazione dei due veicoli durante il primo aggancio riuscito: Gemini 8. A causa di un ugello del sistema di posizionamento orbitale della capsula rimasto aperto, causa della rotazione dei due veicoli, dovette essere eseguito il distacco di emergenza dei due veicoli ed interrotta la missione stessa con conseguente immediato rientro ed atterraggio dell'equipaggio.
- EVA ed esecuzione di diversi lavori su appositi pannelli. Tali obiettivi poterono solo essere raggiunti dopo che diverse maniglie aggiuntive furono montate sia sull'Agena come pure sulla capsula. Durante i primi tentativi, gli astronauti erano quasi totalmente impossibilitati ad eseguire tali lavori dato che non avevano quasi mai le mani libere perché costretti ad aggrapparsi in altri posti.
- riaccensione del congegno di propulsione dell'Agena per modificare la propria traiettoria ed essere portati in un'orbita più alta. Venne raggiunto un apogeo di 1374 chilometri.
- distacco dal satellite, rimanendo agganciati con un apposito cavo di sicurezza lungo circa 15 metri. In seguito vennero eseguite apposite manovre di pilotaggio, per riuscire a far girare i due veicoli spaziali così collegati intorno al loro centro di gravità comune. Venne così creata direttamente nello spazio una forza di gravità artificiale che, pur essendo minima, fu in grado di far muovere diversi oggetti all'interno dell'abitacolo della capsula Gemini.

Dopo la separazione definitiva della capsula Gemini, l'Agena rimaneva in orbita per un ulteriore periodo onde essere utilizzata eventualmente per future manovre rendezvous, nonché in particolar modo affinché i sistemi di comando potessero essere ulteriormente verificati e testati.

## Voli
| Target         | Missione Gemini | Lancio                          | Rientro                       | NSSDC ID  | Massa lorda in orbita | Commenti | Foto |
| -------------- | --------------- | ------------------------------- | ----------------------------- | --------- | --------------------- | --- | ---- |
| GATV-5002      | Gemini 6        | 25 ottobre, 1965 15:00:04 UTC   | 25 ottobre, 1965 15:06:20 UTC | GEM6T     | N/A                   | Il complesso Atlas-Agena è esploso durante il lancio. Invece, Gemini 6A ha realizzato il primo rendezvous con Gemini 7.                                                                                                |      |
| GATV-5003      | Gemini 8        | 16 marzo, 1966 15:00:03 UTC     | 15 settembre, 1967            | 1966-019A | 3 228 kg              | Effettuato il primo aggancio, ma la missione è stata interrotta prematuramente per via di un blocco ad un propulsore RCS della Gemini. L'Agena è stata successivamente utilizzata come target secondario di Gemini 10. |      |
| GATV-5004      | Gemini 9        | 17 maggio, 1966 15:12:00 UTC    | 17 maggio, 1966 15:19:00 UTC  | GEM9TA    | N/A                   | Fallimento nel raggiungimento dell'orbita. |      |
| ATDA No. 02186 | Gemini 9A       | 1 giugno, 1966 15:00:02 UTC     | 1 giugno, 1966                | 1966-046A | 794 kg                | Incontro riuscito, ma nessun attracco a causa di un guasto nella separazione. |      |
| GATV-5005      | Gemini 10       | 18 luglio, 1966 20:39:46 UTC    | 29 dicembre, 1966             | 1966-065A | 3 282 kg              | Incremento dell'apogeo di Gemini 10 a km763 . |      |
| GATV-5006      | Gemini 11       | 12 settembre, 1966 13:05:01 UTC | 30 dicembre, 1966             | 1966-080A | 3298 kg               | Incremento record dell'apogeo di Gemini 11 a 1369 km. Prima dimostrazione di gravità artificiale creata in un ambiente di microgravità.                                                                                |      |
| GATV-5001A     | Gemini 12       | 11 novembre, 1966 19:07:58 UTC  | 23 novembre, 1966             | 1966-103A | 3228 kg               | Nessun incremento dell'apogeo a causa di un motore Agena difettoso. Eseguito esperimento con cavo di collegamento. |      |